# Sewa mono

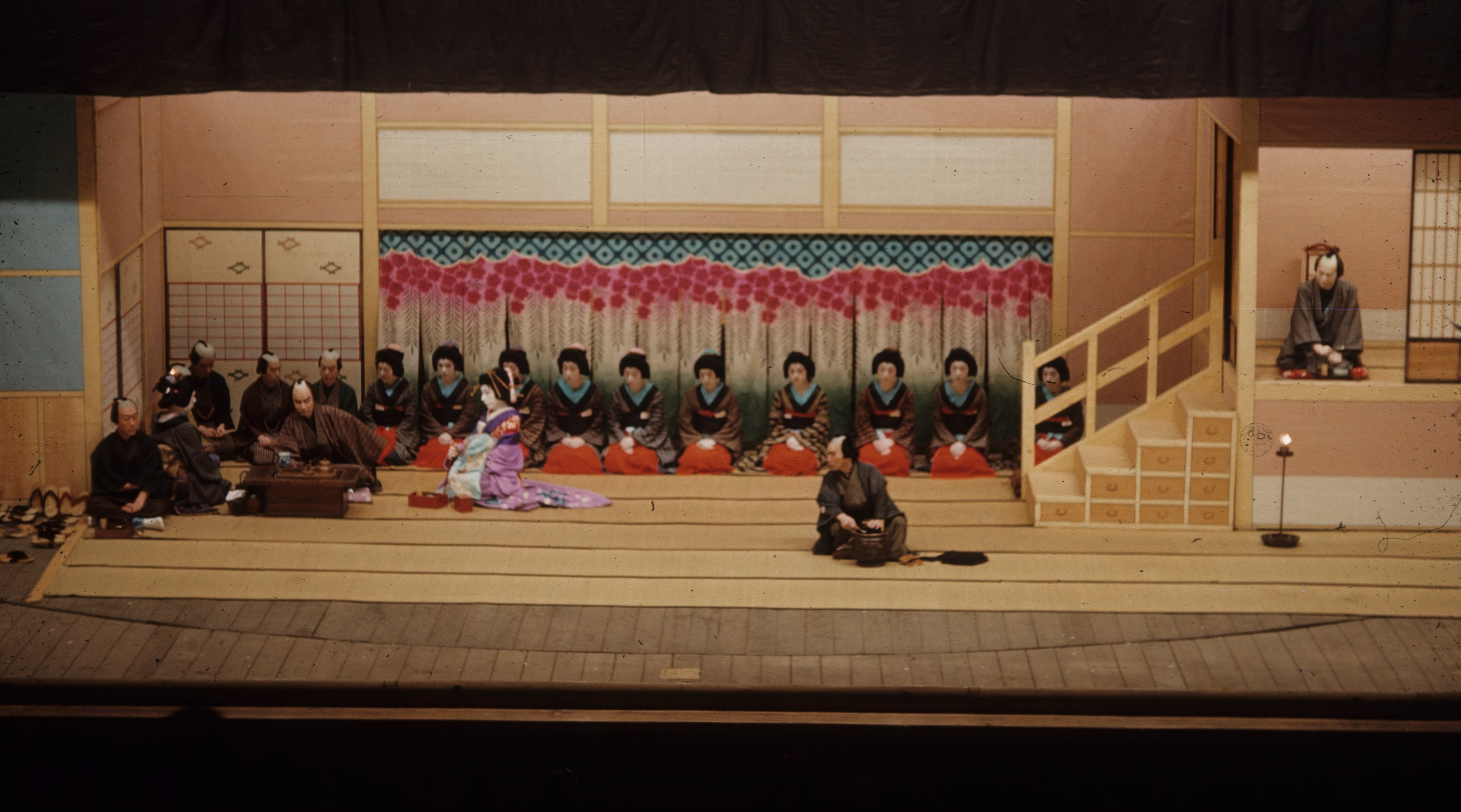
Photographie d'une performance au théâtre de Kabuki-za, Tokyo (mai1952).

Le terme sewa mono (世話物) désigne un genre de pièces du théâtre traditionnel japonais dont l'action se situe dans un cadre contemporain. Le terme s'applique à la fois aux répertoires du bunraku et du kabuki. Le genre est en contraste avec les pièces de caractère historique ou jidai mono, bien que la distinction entre « historique » et « contemporain » n'est pas exacte et qu'il existe des pièces qui ne correspondent pas à l'une ou l'autre de ces catégories.
Les pièces sewa mono sont naturalistes et situées dans des environnements normaux contemporains plutôt que les pièces historique et de samouraïs, typiques du style ampoulé aragoto. Dans le genre des amoureux en conflit, tels que Suicides d'amour à Amijima, le conflit entre les émotions (ninjo) et la pression sociale (giri) constitue le ressort de l'intrigue. Le genre engirimono, littéralement « drame de couper le nœud des amoureux », tel que la pièce Godairiki Koi no Fujime de Namiki Gohei I, est une sous-catégorie du sewa mono.
Les pièces suivantes relèvent du style sewa mono :
- Sannin Kichisa Kuruwa no Hatsugai
- Suicides d'amour à Amijima
- Le Pin déraciné

## Source de la traduction
- (en) Cet article est partiellement ou en totalité issu de l’article de Wikipédia en anglais intitulé « Sewamono » (voir la liste des auteurs).